# Nybotjärnen, Dalarna
Nybotjärnen är en sjö i Falu kommun i Dalarna och ingår i Gavleåns huvudavrinningsområde. Sjön är 3,5 meter djup, har en yta på 0,0937 kvadratkilometer och befinner sig 244 meter över havet. Sjön avvattnas av vattendraget Storån. Vid provfiske har abborre, ruda och öring fångats i sjön.

## Delavrinningsområde
Nybotjärnen ingår i det delavrinningsområde (673535-152171) som SMHI kallar för Inloppet i Lumsen. Medelhöjden är 242 meter över havet och ytan är 12,68 kvadratkilometer. Det finns inga avrinningsområden uppströms utan avrinningsområdet är högsta punkten. Storån som avvattnar avrinningsområdet har biflödesordning 3, vilket innebär att vattnet flödar genom totalt 3 vattendrag innan det når havet efter 72 kilometer. Avrinningsområdet består mestadels av skog (80 procent). Avrinningsområdet har 0,1 kvadratkilometer vattenytor vilket ger det en sjöprocent på 0,8 procent. Bebyggelsen i området täcker en yta av 0,06 kvadratkilometer eller 1 procent av avrinningsområdet.